# Bobano
Bobano (kyrillisk makedonska: Бобано), eller Trebeništasjön (kyrillisk makedonska: Требенишко Езеро) är en mindre insjö i kommunen Debarca i Nordmakedonien. Sjön är Nordmakedoniens yngsta naturliga sjö och är belägen 754 meter över havet, strax ost om Trebeništa. På en kulle söder om sjön ligger St. Petkakyrkan, en ortodox kyrka.